# Discosauriscidae
Los discosauríscidos (Discosauriscidae) son una familia extinta de seimouriamorfos (anfibios similares a reptiles) que vivieron durante el Pérmico Inferior.